# Koszmosz–1214
A Koszmosz–1214 (oroszul: Космос 1214) a szovjet Koszmosz műszeres műholdsorozat tagja. Negyedik generációs Zenyit-4MK felderítő műhold.

## Küldetés
Kialakított pályasíkja mentén katonai fototechnikai felderítést végzett. Polgári programja alapján a Szovjetunió nemzetgazdaságának különféle ágainak érdekeiben természeti erőforrás-vizsgálatokat végezte. Fényképezte a Föld jégviszonyait, illetve egy gamma-sugár-kristályt szcintillációspektrométer segítségével atomkísérletek ellenőrzését végezte.

## Jellemzői
Tervezte és építette a Központi Tervező Iroda (CSKB) [Центральное специализированное конструкторское бюро (ЦСКБ)]. Üzemeltetője a moszkvai MO (Министерство обороны) minisztérium.
1980. október 10-én a Pleszeck űrrepülőtér indítóállomásról a Szojuz–U háromlépcsős hordozórakétával indították Föld körüli közeli pályára. Az orbitális egység pályája 89,5 perces, 67,1 fokos hajlásszögű, elliptikus pálya perigeuma 170 kilométer, apogeuma 338 kilométer volt. A sorozat felépítését, szerkezetét, alapvető fedélzeti rendszereit tekintve egységesített, szabványosított tudományos-kutató űreszköz. Áramforrása kémiai akkumulátor, illetve napelemek kombinációja.
A műhold típusa Jantar–4K. Kúpos alakú, teljes hossza 6,3 méter, átmérője 2,7 méter, visszatérő modullal rendelkezik. Két napelemtáblája 11 méterre nyúlt ki. Fotóberendezése Zsemcsug-4, centiméteres felderítési pontosságú. Az űreszköz alapfelépítése: repülésirányító rendszer (Kondor); programozási eszköz (Kalina); időzítő eszköz; fedélzeti számítógép (Szaljut-3M); rádió-magasságmérő (RDC); űrnavigációs rendszer (AVU); telekommunikációs rendszer (Graphite-Ja); belső hőmérséklet-szabályzó rendszer; filmkazetták; ejtőernyős rendszer; navigációs gázfúvókák; fékező hajtómű; önmegsemmisítő. A repülésirányító rendszer (Kondor) további részei: elektronikai átalakító, kódoló; távvezérlő rendszer (BR-91c-1), híradástechnikai rendszer (adás/vétel); energia rendszer; stabilizációs egység (Kvadrat). Maximális aktív élettartama 64 nap.
1980. október 23-án 13 napos szolgálati idő után, földi parancsra belépett a légkörbe és hagyományos – ejtőernyős leereszkedés – módon visszatért a Földre.